# Mairie-lavoir de Bouligney
La mairie-lavoir de Bouligney est une mairie-lavoir située à Bouligney, en France.

## Localisation
La mairie-lavoir est située sur la commune de Bouligney, dans le département français de la Haute-Saône.

## Historique
L'édifice est inscrit au titre des monuments historiques en 1996.